# 2009 en Bolivie
Chronologie de la Bolivie
- 2005
- 2006
- 2007
- 2008
- 2009
- 2010
- 2011
- 2012
- 2013

Cet article présente les faits marquants de l’année 2009 du calendrier grégorien en Bolivie.

## Événements

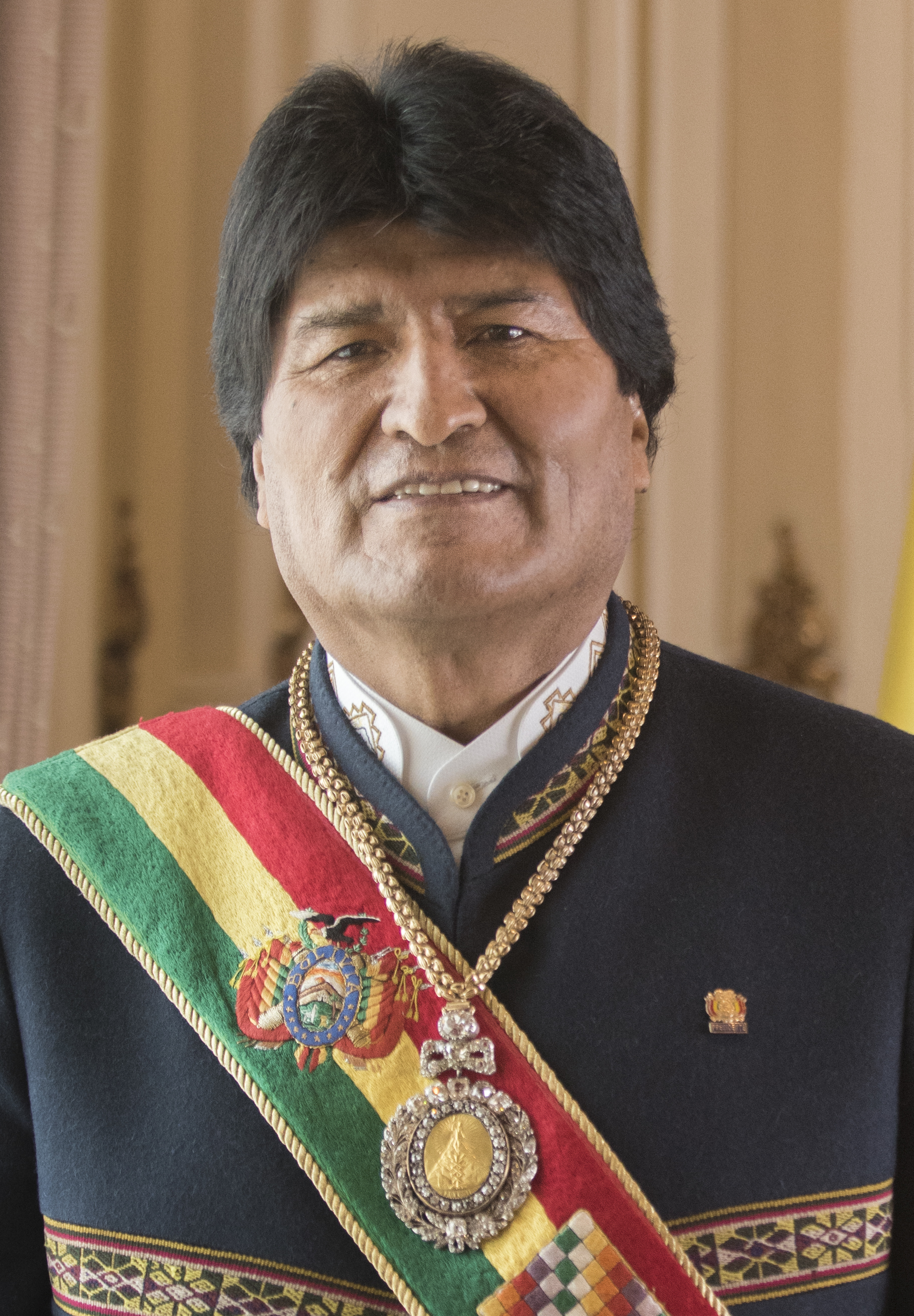
Evo Morales.

- Mercredi 14 janvier 2009 : Le président Evo Morales annonce la rupture des relations diplomatiques avec Israël en signe de protestation à l'offensive israélienne dans la bande de Gaza et son intention d'accuser Israël devant la Cour pénale internationale (CPI) de La Haye pour crimes de « lèse humanité » commis contre le peuple palestinien.

- Samedi 7 février 2009 : Le président Evo Morales promulgue la nouvelle Constitution qui accorde une place plus importante aux communautés indigènes, à la justice sociale et au rôle de l'État. Cette constitution a été approuvée par référendum le 25 janvier par 61 % des électeurs. Grâce à cette nouvelle Constitution, le président veut impulser des changements dans le pays le plus pauvre d'Amérique du Sud et est autorisé également à briguer un second mandat présidentiel.

- Dimanche 15 février 2009 : Le président Evo Morales est en visite officielle de deux jours à Moscou. Il espère développer la coopération des deux pays en matière d'énergie et de lutte contre le trafic de drogue. Au retour le président doit rencontrer à Paris, le président français Nicolas Sarkozy.

- Lundi 16 février 2009 : Le président Evo Morales estime que sa visite « historique » à Moscou allait changer le rapport de forces en Amérique et pousserait le président Barack Obama à revoir la politique de son prédécesseur en Amérique latine. Grâce à la Russie qui « est aux côtés » des pays d'Amérique latine, il estime que « les relations avec les États-Unis commencent à changer ».

- Jeudi 26 février 2009 : Selon le ministre de la Santé, Ramiro Tapia, la dengue, maladie tropicale due à un virus transmis par le moustique Aedes aegypti, a fait 19 morts en Bolivie depuis la mi-janvier et touché près de 31 000 personnes. Cette épidémie est considérée comme la plus grave dans le pays depuis une décennie, tuant 19 personnes sur 30 870 cas de dengue ont été recensés, dont 71 % dans la région de Santa Cruz, la plus affectée et l'une des quatre du pays dans lesquelles le gouvernement a décrété l'état d'urgence sanitaire, mobilisant quelque 31 000 militaires pour appuyer les équipes de santé[1].

- Lundi 9 mars 2009 : Le président Evo Morales annonce qu'il allait plaider en personne à Vienne  devant la 52e session ministérielle de la Commission des Stupéfiants de l'ONU, le retrait de la feuille de coca de la liste des substances interdites depuis 1961 en espérant  compter sur l'appui d'autres pays : « C'est mon devoir de président, de dirigeant de ce secteur d'assumer cette défense ». Evo Morales, qui est aussi resté le leader syndical des cultivateurs de coca, est en guerre contre la stigmatisation de la feuille de coca, dont est issue la cocaïne, mais qui est aussi une plante « sacrée » en Bolivie, à la culture et consommation traditionnelles ou thérapeutique (infusion, mastication). Il est aussi opposé  à l'élimination de la mastication des feuilles de coca, réclamée par l'Organe international de contrôle des stupéfiants (OICS)[2].

- Jeudi 12 mars 2009 : Le président Evo Morales, devant la conférence de la commission des stupéfiants de l'ONU, a demandé le retrait de la feuille de coca, plante de laquelle est issue la cocaïne, de la liste des substances interdites, et a déclaré : « La feuille de coca n'est pas de la cocaïne, elle n'est pas nocive pour la santé, elle n'engendre pas de perturbations psychiques ni de dépendance ».

- Jeudi 9 avril 2009 : Le président Evo Morales se déclare en grève de la faim au palais présidentiel, avec des dirigeants syndicaux et sociaux, pour protester contre un retard législatif au Congrès susceptible de menacer la tenue des élections générales de décembre.

- Mercredi 15 avril 2009 : Selon la police, un groupe de « mercenaires étrangers » seraient responsables de l'attentat à l'explosif commis ce jour devant le domicile du cardinal Julio Terrazas, chef de l'Église en Bolivie et opposant au président  Evo Morales.

- Jeudi 16 avril 2009 :
  - 7 corps sont découverts dans une fosse commune « près de la ville de San Matías (région de Santa Cruz, est), à deux kilomètres de la frontière avec le Brésil ». Les victimes sont 6 Brésiliens et un Colombien, dont une femme, victimes d'exécutions dans le milieu de la drogue. Selon les enquêteurs il s'agit de « toxicomanes, pas des trafiquants » qui ont fait l'objet d'une exécution en masse par le milieu criminel 40 jours auparavant.
  - Le président Evo Morales assure que les forces de sécurité boliviennes ont déjoué un complot visant à l'assassiner ainsi que deux autres responsables. Ce complot impliquerait des « mercenaires étrangers » qui se sont opposés aux forces de sécurité lors d'une fusillade – trois étrangers sont morts et deux ont été arrêtés lors de l'assaut de leur hôtel au centre de Santa Cruz. Interpol annonce qu'elle effectue des recherches dans ses bases de données sur ce mystérieux groupe de « terroristes » en attendant les empreintes ADN et digitales relevées dans le cadre de l'enquête.

- Vendredi 1er mai 2009 : Le président Evo Morales annonce la nationalisation d'une filiale du groupe britannique British Petroleum, « AirBP », spécialisée dans l'approvisionnement des avions en kérosène et propriétaire de 12 centres de services et de ravitaillement en kérosène aux aéroports de La Paz, Santa Cruz, Cochabamba, Tarija, Beni et Pando. Le président a aussi récemment indiqué qu'il réfléchissait également à la nationalisation de l'industrie électrique du pays, actuellement entre les mains d'entreprises privées européennes.

- Vendredi 29 mai 2009 : Deux premiers cas avérés de grippe H1N1 chez une femme et son fils de 7 ans en provenance de New York.

- Jeudi 9 juillet 2009 : Les États-Unis ont extradé vers la Bolivie, le colonel Luis Arce Gomez (70 ans), bras droit et ministre de l'Intérieur du général président Luis Garcia Meza. Il fut l'homme fort de la dictature militaire de juillet 1980 à août 1981 et « recruta » l'ancien nazi Klaus Barbie. Il doit purger une peine de 30 ans de prison pour violations des droits de l'homme. Il a purgé à Miami une peine pour trafic de drogue[3].

- Jeudi 30 juillet 2009 : L'ONU a lancé, à la demande de la Bolivie, le processus devant mener à la dépénalisation de la consommation de feuilles de coca, pour qui cette pratique est un « droit des peuples indigènes »[4].

## Crédit d'auteur interne
- Cet article est partiellement ou en totalité issu de l'article intitulé « 2009 par pays en Amérique » (voir la liste des auteurs).